# Liste des chapitres de Yu-Gi-Oh! GX
 (février 2017).
Si vous disposez d'ouvrages ou d'articles de référence ou si vous connaissez des sites web de qualité traitant du thème abordé ici, merci de compléter l'article en donnant les références utiles à sa vérifiabilité et en les liant à la section « Notes et références ».
Cet article est un complément de l'article sur le manga Yu-Gi-Oh! GX (manga). Il contient la liste des volumes du manga parus en presse du tome 1 au tome 9, avec les chapitres qu’ils contiennent.

## Volumes reliés

### Tome 1 à 9
| no | Japonais        | Japonais          | Français        | Français          |
| no | Date de sortie  | ISBN              | Date de sortie  | ISBN              |
| --- | --------------- | ----------------- | --------------- | ----------------- |
| 1 | 2 novembre 2006 | 4-08-874286-9     | 6 juin 2008     | 978-2-5050-0307-6 |
| Voici le nouveau héros Couverture : Jûdaï Yûki, The EarthListe des chapitres : GX-1 : Voici le nouveau héros !! GX-2 : Son nom est Manjôme !! GX-3 : La légende du dragon GX-4 : Un duelliste talentueux !! GX-5 : Earth Gravity GX-6 : Miss Duel Academia GX-7 : De véritables duellistes !! GX-8 : Les deux frangins !! GX-9 : Une amitié vraiment sincère !!                                                                       |                 |                   |                 |                   |
| 2 | 3 août 2007     | 978-4-08-874410-0 | 3 octobre 2008  | 978-2-5050-0423-3 |
| La rencontre du destin !! Couverture : Jun Manjôme, Light and Darkness DragonListe des chapitres : GX-10 : La rencontre du destin !! GX-11 : Le jeu de cartes du destin !! GX-12 : La sensibilité du duelliste !! GX-13 : Le choc des "Heroes", le dénouement ?! GX-14 : Le deck en héritage !! GX-15 : La séparation et les résolutions !! GX-16 : Un nouvel ennemi ?! GX-17 : Misawa vs Manjôme !! GX-18 : Le mystérieux monstre !! |                 |                   |                 |                   |
| 3 | 2 mai 2008      | 978-4-08-874519-0 | 12 juin 2009    | 978-2-5050-0612-1 |
| La fin des épreuves éliminatoires !! Couverture : Daïchi Misawa, Le Diable RougeListe des chapitres : GX-19 : La fin des épreuves éliminatoires !! GX-20 : Le début de la finale !! GX-21 : L'ennemi se met en marche !! GX-22 : Le jeu des ténèbres! GX-23 : Le dénouement... et ensuite ?! GX-24 : Asuka vs Rabb !! GX-25 : Manjôme vs Shô !! Gx-26 : Le lien de la fratenité !!                                                    |                 |                   |                 |                   |
| 4 | 4 novembre 2008 | 978-4-08-874587-9 | 2 octobre 2009  | 978-2-5050-0720-3 |
| En avant pour les demi-finales !! Couverture : Shô Marufuji, Strikeroid, Stealthroid, TurboroidListe des chapitres : GX-27 : Le début des demi-finales !! GX-28 : L'invocation de la fusion !! GX-29 : Le duel des ténèbres !! GX-30 : La Lumière vs Les Ténèbres !! GX-31 : Les ténèbres en mouvement !! GX-32 : Jûdaï vs Manjôme !!                                                                                                 |                 |                   |                 |                   |
| 5 | 1er mai 2009    | 978-4-08-874691-3 | 12 février 2010 | 978-2-5050-0796-8 |
| Le plus puissant des héros !! Couverture : Asuka Tenjôin, La Reine des GlacesListe des chapitres : GX-33 : Le plus puissant des héros !! GX-34 : Le dénouement !! GX-35 : Le dénouement...? Et ensuite ?! GX-36 : L'ange des ténèbres !! GX-37 : Le dénouement du duel des ténèbres !! GX-38 : Le début de la finale !! |                 |                   |                 |                   |
| 6 | 4 novembre 2009 | 978-4-08-874760-6 | 20 août 2010    | 978-2-5050-0928-3 |
| Kaiser Ryô !! Couverture : Reggie Mackenzie, The Splendid VenusListe des chapitres : GX-39 : Kaiser Ryô !! GX-40 : Le passé de Mackenzie ! GX-41 : Le duel des ténèbres s'accélère !! GX-42 : Le dénouement!! Oui, mais ensuite ?! GX-43 : Un nouvel ennemi...?! GX-44 : King Fubuki !! |                 |                   |                 |                   |
| 7 | 30 avril 2010   | 978-4-08-870043-4 | 4 février 2011  | 978-2-5050-1132-3 |
| La véritable puissance du King !! Couverture : Ryô Marufuji, Cyber EltaninListe des chapitres : GX-45 : La véritable puissance du King !! GX-46 : Le Tag Duel !! GX-47 : La naissance du redoutable Tag Duel !! GX-48 : L'issue du Tag Duel !! GX-49 : La véritable force de Shô !! GX-50 : Edo Phoenix !! |                 |                   |                 |                   |
| 8 | 4 octobre 2010  | 978-4-08-870124-0 | 26 août 2011    | 978-2-5050-1219-1 |
| Masked VS Vision !! Couverture : Fubuki Tenjôin, The AtmosphereListe des chapitres : GX-51 : Masked VS Vision !! GX-52 : Duel, encore Edo...!! GX-53 : La menace des V-Heroes !! GX-54 : L'oppressante brume!! GX-55 : L'effroyable créature interdite !! GX-56 : Le mystère de la série des planètes !! |                 |                   |                 |                   |
| 9 | 3 juin 2011     | 978-4-08-870233-9 | 17 février 2012 | 978-2-5050-1417-1 |
| La fin de l'ultime combat... Couverture : Kôyô Hibiki, Jûdaï YûkiListe des chapitres : GX-57 : L'intensification des combats !! GX-58 : MacKenzie, le côté obscur !! GX-59 : Jûdaï en grand danger !! GX-60 : Sur le point de ressusciter !! GX-61 : Le duel final !! GX-62 : Les plus puissants de la série des planètes !! GX-63 : La menace de "The Sun" GX-64 : La fin de l'ultime combat...                                      |                 |                   |                 |                   |

#### Shueisha BOOKS
1. 1 2  Tome 1.
2. 1 2  Tome 2.
3. 1 2  Tome 3.
4. 1 2  Tome 4.
5. 1 2  Tome 5.
6. 1 2  Tome 6.
7. 1 2  Tome 7.
8. 1 2  Tome 8.
9. 1 2  Tome 9.

#### Manga Kana
1. 1 2  Tome 1.
2. 1 2  Tome 2.
3. 1 2  Tome 3.
4. 1 2  Tome 4
5. 1 2  Tome 5.
6. 1 2  Tome 6
7. 1 2  Tome 7.
8. 1 2  Tome 8.
9. 1 2  Tome 9.